# Claude Mallet
Claude Mallet (* 30. September 1930 in Paris) ist ein ehemaliger französischer Fußballspieler auf der Position des Torwarts.

## Karriere
Mallet begann seine Karriere beim Pariser Klub Stade Français. In der Saison 1951/52 absolvierte er erstmals ein Spiel bei den Profis in der zweiten Liga. 1952 stieg der Klub in die erste Liga auf, stieg aber 1954 wieder ab. Mallet kam in diesen Jahren zwar zu einigen Einsätzen, konnte sich aber nicht als Stammtorwart durchsetzen. Daher wechselte er 1956 zu Olympique Alès, wo er 1957 als Stammtorwart den Aufstieg in die erste Liga erreichte. 1960 verließ er den inzwischen wieder abgestiegenen Verein und unterschrieb beim SO Montpellier, mit dem er ein Jahr später erneut den Aufstieg in die erste Liga schaffte. 1963 beendete Mallet nach 137 Erst- und 146 Zweitligaspielen seine Karriere.